# Cactosoma chilensis
Cactosoma chilensis is een zeeanemonensoort uit de familie Halcampidae.
Cactosoma chilensis is voor het eerst wetenschappelijk beschreven door McMurrich in 1904.